# うぇぶたま
『うぇぶたま』は、テレビ東京系列局ほかで放送されていたバラエティ番組である。テレビ東京とPROTXの共同製作。全25回。製作局のテレビ東京では2006年10月6日から2007年3月30日まで、毎週金曜 25:30 - 26:00 （日本標準時）に放送。

## 概要
インターネット上で見つけた面白い人々やネタなどを「金のたまご」と称して紹介していた深夜番組で、各回のテーマに沿うブログやFlashゲームなどを各業界のバイヤーにプレゼンしていた。そしてバイヤーに気に入ってもらえれば、それらの書籍化や携帯アプリ化などを検討してもらえた。
番組は2007年3月30日放送分をもって同タイトルでの放送を終了。『うぇぶたまww』と題してリニューアルし、レギュラー陣の大幅入れ替えを行った。『うぇぶたまww』の公式サイトには、この『うぇぶたま』を通じて書籍化されたブログや携帯アプリ化されたFlashゲームなどが一緒に公開されている。

## 出演者

### メインキャスト
- 設楽統（バナナマン）
- 日村勇紀（バナナマン）
- リア・ディゾン
- 白石みき

### その他の出演者
- 大沢友里江
- 岡西里奈
- リサ
- 篠原友希子
- 齋藤優里奈

### ナレーター
- 梶井公世
- Boo中谷

## スタッフ
- 構成：相澤昇、オークラ、大名祥子、西村隆志、加藤正人、森ハヤシ
- AD：鈴木亜里沙、峯尾心、増田怜
- ディレクター：萩原博喜、渡邊正人
- AP：大野克己
- 演出：中根三美
- プロデューサー：太田勇 (PROTX)、篠原弘行 (STEELO)
- 制作協力：IVSテレビ制作
- 製作：テレビ東京、PROTX
- EDテーマ：「アオイイロ」 歌：水樹奈々 作詞:Bee' 作曲・編曲AGENT-MR

## ネット局
| 放送対象地域 | 放送局         | 系列           | 放送日時           | 備考                     |
| ------------ | -------------- | -------------- | ------------------ | ------------------------ |
| 関東広域圏   | テレビ東京     | テレビ東京系列 | 金曜 25:30 - 26:00 | 製作局                   |
| 福岡県       | TVQ九州放送    | テレビ東京系列 | 月曜 24:53 - 25:23 |                          |
| 愛知県       | テレビ愛知     | テレビ東京系列 | 水曜 24:58 - 25:28 |                          |
| 福島県       | 福島中央テレビ | 日本テレビ系列 | 木曜 25:26 - 25:56 |                          |
| 富山県       | 北日本放送     | 日本テレビ系列 | 木曜 25:55 - 26:25 | 放送時間の変動頻繁にあり |